# Volby do České národní rady 1990
Volby do České národní rady 1990 se uskutečnily v pátek 8. června a sobotu 9. června. O 200 míst v České národní radě se ucházelo 13 stran a hnutí. Ve volbách zvítězilo Občanské fórum, zastoupení v ČNR získali ještě komunisté, Moravané a křesťanští demokraté.
Hlasování se zúčastnilo 96,79 % oprávněných voličů, z nichž 98,73 % (7 211 047) hlasovalo platně.

## Výsledky

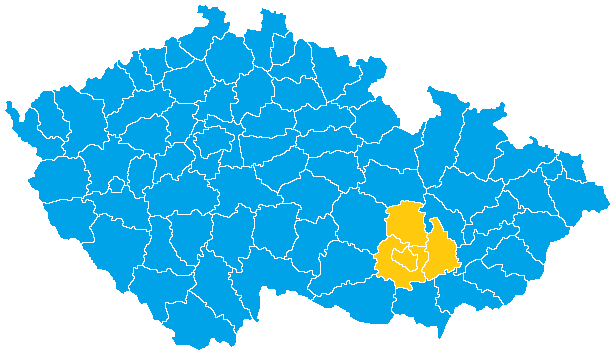
Mapa výsledků podle okresů
OF
HSD⁠-⁠SMS

|                        | OF           | KSČ                               | HSD-SMS        | KDU                              |
| ---------------------- | ------------ | --------------------------------- | -------------- | -------------------------------- |
| Volební lídr           | Petr Pithart | Jiří Machalík                     | Boleslav Bárta | Josef Bartončík                  |
| Hlasů                  | 3 569 201    | 954 690                           | 723 609        | 607 134                          |
| Procent                | 49,50 % ▬    | 13,24 % ▼                         | 10,03 % ▬      | 8,42 % ▬                         |
| Mandátů                | 124          | 33                                | 23             | 20                               |
| Předchozí volby (1986) | nová strana  | 99,94 % (200) jako Národní fronta | nová strana    | ČSL byla součástí Národní fronty |

### Celkové výsledky
|         |                                                                    |           |       |         |  |  |
| Subjekt | Subjekt                                                            | Hlasy     | Hlasy | Mandáty |  |  |
| Subjekt | Subjekt                                                            | Počet     | %     | Počet   |  |  |
|         | Občanské fórum                                                     | 3 569 201 | 49,50 | 124     |  |  |
|         | Komunistická strana Československa                                 | 954 609   | 13,24 | 33      |  |  |
|         | Hnutí za samosprávnou demokracii – Společnost pro Moravu a Slezsko | 723 609   | 10,03 | 23      |  |  |
|         | Křesťanská a demokratická unie                                     | 607 134   | 8,42  | 20      |  |  |
|         | Spojenectví zemědělců a venkova                                    | 296 547   | 4,11  | 0       |  |  |
|         | Československá sociální demokracie                                 | 296 165   | 4,11  | 0       |  |  |
|         | Strana zelených                                                    | 295 844   | 4,10  | 0       |  |  |
|         | Československá strana socialistická                                | 192 922   | 2,68  | 0       |  |  |
|         | Svobodný blok                                                      | 75 242    | 1,04  | 0       |  |  |
|         | Sdružení pro republiku                                             | 72 048    | 1,00  | 0       |  |  |
|         | Volební seskupení zájmových svazů v ČR                             | 60 354    | 0,84  | 0       |  |  |
|         | Strana přátel piva                                                 | 43 632    | 0,61  | 0       |  |  |
|         | Československé demokratické fórum                                  | 23 659    | 0,33  | 0       |  |  |
| Celkem  | Celkem                                                             | 7 211 047 | 100   | 200     |  |  |

### Podrobné výsledky

#### Výsledky podle krajů (v procentech)[1]
Tabulka zahrnuje pouze subjekty, které získaly více než 2 % hlasů.
|                     | OF    | KSČ   | HSD-SMS | KDU   | SZV  | ČSSD | SZ   | ČSS  |
| ------------------- | ----- | ----- | ------- | ----- | ---- | ---- | ---- | ---- |
| Praha               | 63,91 | 11,83 | -       | 6,36  | 1,10 | 4,65 | 3,64 | 4,49 |
| Středočeský kraj    | 53,44 | 15,04 | -       | 6,65  | 6,89 | 4,83 | 4,52 | 3,33 |
| Jihočeský kraj      | 54,22 | 13,60 | 0,82    | 9,38  | 7,17 | 3,94 | 3,89 | 2,18 |
| Západočeský kraj    | 54,44 | 14,10 | -       | 6,13  | 5,62 | 5,89 | 5,79 | 2,75 |
| Severočeský kraj    | 53,75 | 15,02 | -       | 3,59  | 4,40 | 6,92 | 7,18 | 3,79 |
| Východočeský kraj   | 52,58 | 12,76 | 1,69    | 9,15  | 6,49 | 5,26 | 4,36 | 2,75 |
| Jihomoravský kraj   | 36,77 | 12,28 | 27,25   | 13,27 | 2,60 | 1,51 | 2,25 | 2,01 |
| Severomoravský kraj | 42,70 | 12,79 | 23,95   | 8,75  | 2,40 | 2,87 | 3,41 | 1,23 |

## Kandidující subjekty
Do Poslanecké sněmovny kandidovaly tyto subjekty, podle abecedy:
| Název                                                              | Logo | Lídr                | Foto | Poznámka |
| ------------------------------------------------------------------ | ---- | ------------------- | ---- | --- |
| Československá sociální demokracie                                 |      | Jiří Horák          |      | |
| Československá strana socialistická                                |      | Jiří Vyvadil        |      | |
| Československé demokratické fórum                                  |      |                     |      | |
| Hnutí za samosprávnou demokracii – Společnost pro Moravu a Slezsko |      | Boleslav Bárta      |      | |
| Křesťanská a demokratická unie                                     |      | Josef Bartončík     |      | koalice Křesťanskodemokratické strany; Československé strany lidové; Moravského občanského hnutí; Svobodné rolnické strany; Sdružení československých podnikatelů a Klubu seniorů |
| Komunistická strana Československa                                 |      | Jiří Machalík       |      | |
| Občanské fórum                                                     |      | Petr Pithart        |      | |
| Sdružení pro republiku                                             |      | Miroslav Sládek     |      | |
| Spojenectví zemědělců a venkova                                    |      |                     |      | |
| Strana přátel piva                                                 |      |                     |      | |
| Strana zelených                                                    |      | Jan Martin Ječmínek |      | |
| Svobodný blok                                                      |      |                     |      | |
| Volební seskupení zájmových svazů v ČR                             |      |                     |      | |